# Scelidocteus mbembai
Espèce
Scelidocteus mbembai est une espèce d'araignées aranéomorphes de la famille des Palpimanidae.

## Distribution
Cette espèce est endémique du Congo-Kinshasa. Elle se rencontre dans le parc national de la Salonga.

## Description
Le mâle holotype mesure 3,65 mm et la femelle paratype 5,20 mm.

## Systématique et taxinomie
Cette espèce a été décrite en 2024 par Brogan Loise Pett (d).

## Étymologie
Son épithète spécifique, mbembai, lui a été donnée en l'honneur du footballeur congolais Chancel Mbemba.

## Publication originale
- (en) Brogan Loise Pett, « A new species of Scelidocteus Simon, 1907 (Araneae: Palpimanidae: Chediminae) from Salonga National Park, D. R. Congo », Arachnology, Royaume-Uni, vol. 19, no 9,‎ novembre 2024, p. 1308-1311 (ISSN 2050-9928, e-ISSN 2050-9936, DOI 10.13156/arac.2024.19.9.1308, lire en ligne, consulté le 19 novembre 2024).